# Snart så är vår vandring slut
Snart så är vår vandring slut (Oh, I want to see Him) är en psalm med text och musik från 1916 av Rufus Henry Cornelius. Psalmen är översatt till svenska 1935 av Inez Andersson och publicerades av Smyrnaförsamlingen i Göteborg omkring 1945, enligt Oscar Lövgren. Texten har senare bearbetats av Sixten Sjöberg.
Refrängen börjar Tänk när släkt och vänner och sången är nog mer känd under detta namn.

## Publicerad som
- Segertoner 1960 som nr 599 under rubriken "Hemlandssånger".
- Segertoner 1988 som nr 671 under rubriken "Framtiden och Hoppet - Himlen".[2]